# Ливенское (Новосанжарский район)
Ливенское (укр. Лівенське) — село,
Ливенский сельский совет,
Новосанжарский район,
Полтавская область,
Украина.
Код КОАТУУ — 5323483001. Население по переписи 2001 года составляло 639 человек.
Является административным центром Ливенского сельского совета, в который не входят другие населённые пункты.

## Географическое положение
Село Ливенское находится на берегах пересыхающей реки Маячка и на правом берегу реки Орель,
выше по течению реки Маячка на расстоянии в 0,5 км расположено село Губаревка,
ниже по течению примыкает село Маячка,
выше по течению реки Орель на расстоянии в 1 км расположено село Шедиево.
Реки в этом месте извилистые, образуют лиманы, старицы и заболоченные озёра.

## История
- 1530 — дата основания.

## Экономика
- ЧП «Орель».

## Объекты социальной сферы
- Школа І-ІІ ст.